# Надєждін Микола Іванович
Микола Іванович Надєждін (рос. Николай Иванович Надеждин; 5 (17) жовтня 1804 — 11 (23) січня 1856) — російський вчений, критик, філософ і журналіст, етнограф, знавець розколу церкви та її історії. Дійсний статський радник, професор Московського університету.

## Біографія
Народився в сім'ї сільського священика. Закінчив Рязанське духовне училище (1815), Рязанську духовну семінарію (1820) і Московську духовну академію (1824) зі ступенем магістра. Після закінчення академії був призначений професором словесності і німецької мови в Рязанську духовну семінарію; також виконував в ній посаду бібліотекаря.
У 1826 році подав прохання про відставку, вийшов з духовного звання і переїхав до Москви, де познайомився з професором-медиком Ю. Є. Дядьківським, а через нього — з редактором «Вісника Європи» і професором Московського університету М. Т. Каченовським.
У 1828 році «Вісник Європи» надрукував перші статті Надєждіна «З Патріарших ставків»: «Літературні побоювання за майбутній рік» та ін., — за підписом Никодим Надоумко. У 1831 році Надєждін заснував журнал «Телескоп», в якому також публікував критику. Ця діяльність тривала до 1836 року, коли за публікацію «філософських листів» П. Я Чаадаєва «Телескоп» був закритий, а сам Микола Іванович засланий в Усть-Сисольск, потім до Вологди. Цим закінчилася діяльність його як критика і публіциста.
Погляди Надєждіна були суперечливі. З одного боку, він був переконаним монархістом і противником революцій. З іншого — виступав за демократизацію освіти. Він критикував суб'єктивний ідеалізм і агностицизм. На його думку, вищим етапом філософії була «філософія тотожності» Шеллінга за рахунок її матеріальності і спроб скористатися досвідом. Філософія Шеллінга в цілому і його вчення про суперечливість зокрема мали на Надєждіна великий вплив. Він прагнув розглянути боротьбу і примирення протиборчих початків у всіх сферах життя.